# (17110) 1999 JG52
A (17110) 1999 JG52 a Naprendszer kisbolygóövében található aszteroida. A LINEAR projekt keretében fedezték fel 1999. május 10-én.